# Iglesia de Santa María de Melque
Santa María de Melque es un complejo monástico visigodo que se encuentra en el término municipal de San Martín de Montalbán, en la provincia de Toledo (España). Se localiza a 30 km al sur de la capital provincial, equidistante de las localidades de La Puebla de Montalbán y  San Martín de Montalban (Toledo), entre el arroyo Ripas y el río Torcón, que es un afluente de la margen izquierda del río Tajo.
En la actualidad pueden visitarse la iglesia, que ocupa el centro del complejo, y el centro de interpretación que se ha instalado en las dependencias anejas, también restauradas. El paisaje que se observa desde Santa María es también característico de la zona.

## Historia

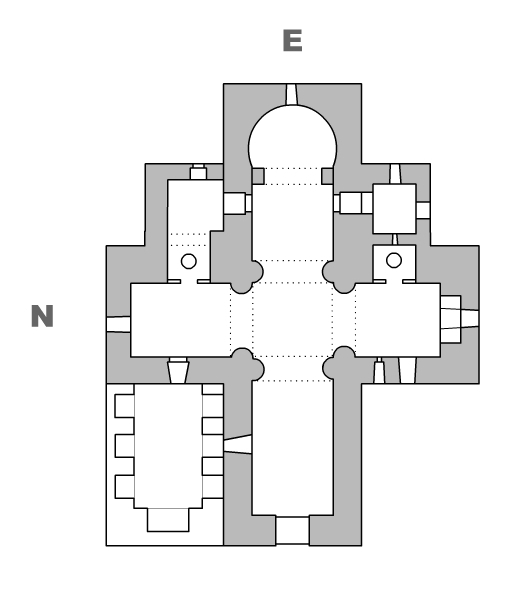
Planta de la iglesia

Santa María de Melque nació como conjunto monástico en los siglos VII y VIII en las cercanías de la que era la capital del reino visigodo, Toledo. Su fecha de construcción inicial es muy antigua, del siglo VII, que coincide con el final del reino visigodo. La datación por radiocarbono de una muestra de esparto obtenida de la parte conservada del enlucido original de estuco ha dado una fecha de construcción más probable en el intervalo desde 668 hasta 729. Probablemente su construcción se paralizó cuando comenzó la llegada de los árabes y se terminó y se reformó después, habiendo sufrido múltiples vicisitudes históricas.
En su origen hubo en aquel lugar una quinta romana con cinco presas sobre los dos arroyos que rodean el montículo rocoso. Luego se construyó el monasterio con edificios organizados en torno a la iglesia.
La conquista musulmana de la península ibérica no terminó inmediatamente con este núcleo monástico pues se tienen testimonios de la pervivencia de una comunidad mozárabe que luego desapareció. Sus construcciones fueron aprovechadas como núcleo urbano y su iglesia se fortificó con la construcción de una torre sobre la cúpula de la iglesia, torre que se sigue conservando. El agua de lluvia y de las torrenteras se embalsaba mediante presas situadas a uno y otro lado del complejo.
Con la conquista de Toledo por el rey Alfonso VI de León en el 1085 el templo recuperó su función litúrgica sin perder su función militar. Las tumbas antropomorfas situadas al Este y los restos de barbacanas que se conservan son testimonios de este periodo histórico.
En 1148 aparece mencionada —con el nombre de Santa María de Balat Almelc— en la bula del papa Eugenio III que establece los límites de la archidiócesis de Toledo tras la reconquista de la ciudad (bula dada en Reims el 16 de abril de 1148). También aparece mencionada en las Relaciones topográficas de Felipe II (1575, en el capítulo dedicado a La Puebla de Montalbán) y en las Descripciones del cardenal Lorenzana (1784), en ambos casos ya con el nombre actual de Melque y descrita como ermita rural a la que peregrinaban una vez al año (romería) los vecinos de La Puebla de Montalbán.
El pequeño núcleo de población pervivió hasta bien entrado el siglo XIX aprovechándose las construcciones monásticas para usos de casa de labranza. La desamortización de Mendizábal terminó con el culto siendo destinadas todas sus construcciones a establos y pajares.
En 1968 la Diputación Provincial de Toledo adquirió el complejo y lo restauró, rehabilitando la iglesia y también los edificios anejos donde se instaló el centro de interpretación de Santa María y el mundo visigótico. En una de sus salas todavía se puede apreciar un largo pesebre construido con materiales del propio conjunto monástico. Se espera seguir trabajando en la recuperación de las presas, la cerca y el poblado visigótico.

## La iglesia

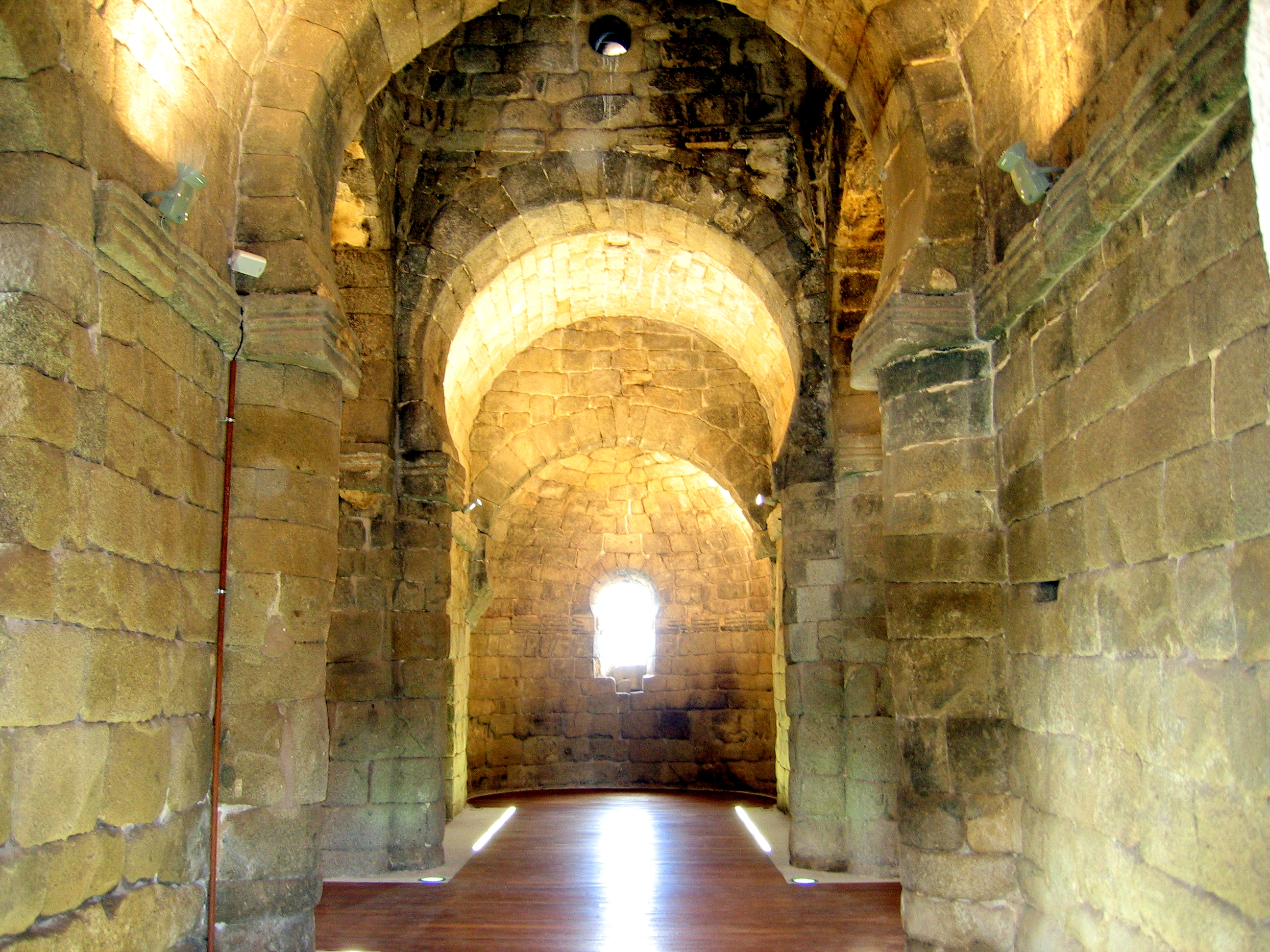
Interior de la iglesia

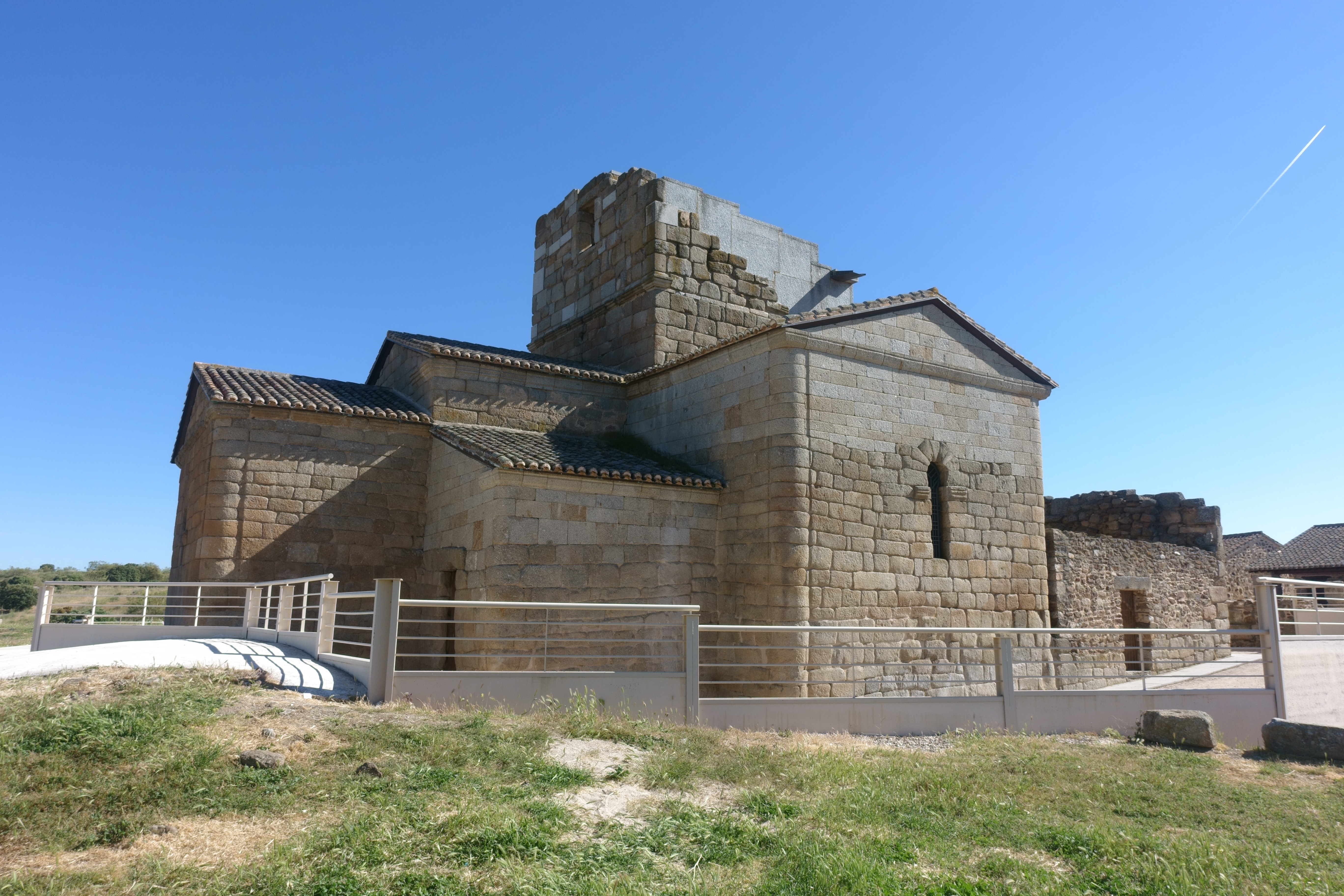
Vista lateral

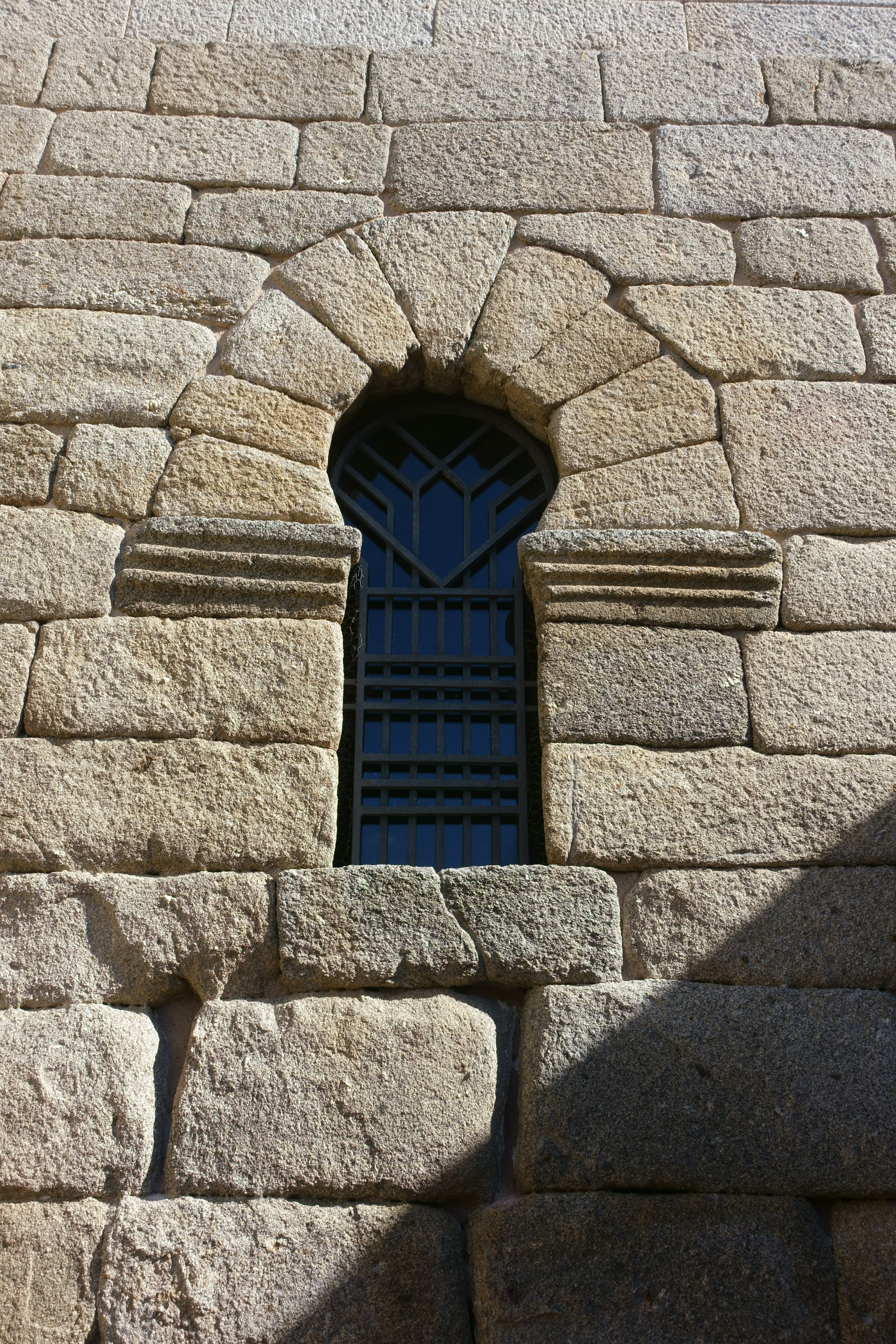
Detalle de uno de los vanos

Fue construida en la primera mitad del siglo VIII y es uno de los monumentos mejor conservado de la España altomedieval. Su técnica constructiva es herencia directa de la arquitectura tardorromana.
Sin embargo, los escasos elementos decorativos que se conservan (filigranas de estuco en los arcos torales del crucero) la ponen en relación con influencias cristianas orientales de lo que ahora es Siria o Jordania. El gran arcosolio (arco = arco; solio = sarcófago) que se puede ver aún en el fondo del brazo sur del crucero, sugiere que Melque pudo ser en un principio un mausoleo destinado al enterramiento de un alto personaje del Reino Visigodo de Toledo. Más tarde, la iglesia fue reformada por lo menos dos veces.
Los templarios de la Reconquista convirtieron la iglesia en torre defensiva, transformándola en una turris a la romana. Esta torre sobre el cimborrio ha sido recientemente desmontada. Tenía un porche con tres aberturas, hoy desaparecido.
La planta es cruciforme, con un ábside central; los dos ábsides laterales fueron añadidos más tarde. Se conservan íntegras sus distintas naves, algunas capillas laterales y una sala dotada de arcos de herradura muy pronunciados. Se conserva también un nicho probablemente del fundador del templo, como ya se indicó.
El presbiterio es amplio como corresponde a una comunidad monástica y a ambos lados de él pueden apreciarse arcos de medio punto achatados. Sobre la bóveda se conserva la torre musulmana a la que se accedía por escalera exterior.
Su fábrica es de enormes bloques de granito ensamblados en seco, que recuerda el acueducto de Segovia. La molduración está calculada en codos romanos y es similar a la de San Pedro de la Mata, también en Toledo, o a la de San Miguel de los Fresnos, en Badajoz.
Esta iglesia tiene aportaciones de estilo claramente visigodo y soluciones nuevas que aportan los mozárabes, y además recuerdos del estilo romano:
- Aportaciones visigodas: el arco de herradura que sostiene la bóveda del ábside, que sobrepasa en ⅓ del radio. El conjunto desprovisto de restos esculpidos, de tradición visigoda. El arcosolio.
- Aportaciones mozárabes: arcos centrales de herradura sobrepasados en ½ del radio. Arcos de las ventanas en ⅔. Las extrañas pilastras semicirculares del interior que tampoco pueden considerarse adosadas.
- Innovaciones: el rebaje circular de las esquinas en sus cuatro fachadas más la hendidura vertical a ambos lados, dando el aspecto de pseudocolumnas. Se parecen a las columnas situadas en las esquinas de las torres linternas de estilo románico normando. Es una solución sin precedentes.
- Estilo romano: los enormes bloques de granito, la molduración en codos romanos, su planta que puede compararse con el mausoleo de Gala Placidia en Rávena (Italia).

Es un edificio visigodo desde el punto de vista cronológico, pero con soluciones protomozárabes.

## Leyenda de la Mesa de Salomón
El investigador José Ignacio Carmona Sánchez, en su estudio histórico Santa María de Melque y el tesoro de Salomón, señala cómo existe total unanimidad por parte de historiadores con respecto a la Mesa de Salomón en lo siguiente:
- De existir una Mesa llamada de Salomón, no fue ninguna de las halladas tras la invasión árabe, como se desprende de las fuentes más autorizadas; prueba de ello es que en los siglos posteriores muchas personas principales como Felipe II, proseguían con su búsqueda.
- Hasta el último momento, el clan godo que apoyaba la invasión no temió por las reliquias, pues lejos de ver a los árabes como una amenaza, esperaban ser restituidos en el trono.
- Los visigodos ocultaron no pocos de sus tesoros y secretos en sarcófagos, enterramientos y cuevas asociadas a construcciones, como se deduce por descubrimientos posteriores.
- El clan visigodo perdedor, al verse sorprendido por el rápido avance de los musulmanes, improvisó vías de salida, llevando consigo los objetos de importancia, tal como se relata con respecto a la famosa arca de las reliquias, que acabó en una cueva a las afueras de Oviedo. La ocultación en las proximidades de la capital apunta a un exceso de confianza y bien pudo ser llevado a cabo por cualquiera de los clanes; por el clan vencedor porque no se fiaría de los árabes hasta no ser restituido; por el clan derrotado porque pudo confiar en la transitoriedad que suponían las constantes alternancias y luchas de poder en el mundo visigodo.
- Las vías naturales de salida de Toledo irían en la dirección de los montes de Toledo, donde existían antiguas vías romanas que facilitaban la huida, tal como se confirma con la trayectoria y localización del tesoro de Guarrazar.
- En la misma trayectoria de la localidad donde apareció el tesoro de Guarrazar (Guadamur), y apenas a unos kilómetros equidistantes, se encuentra, no por casualidad, una de las iglesias más antiguas y desconocidas de España. Esta iglesia cuenta con todos los elementos razonables de probabilidad: un arcosolio, una intrincada red de galerías subterráneas, una posterior vinculación a la Orden del Temple y leyendas y tradiciones que la relacionan con los tesoros templarios.

Louis Charpentier pone el ejemplo de Dormelle (Seine-et-Marne), un subterráneo muy amplio con bóveda de ladrillo y forma de cuna que se comunicaba, tomando la dirección de Paley, con una encomienda templaria hermana. En el castillo de Montalbán sus subterráneos son funcionalmente anacrónicos y guardan una semejanza casi absoluta con la descripción de Charpentier.
Alguno de estos objetos podría estar ubicado en el entorno del castillo de Montalbán y la iglesia de Santa María de Melque, en Toledo:

La iglesia de Santa María de Melque era un lugar idóneo para ocultar cualquier tesoro, debido a la existencia en sus aledaños de una intrincada red de galerías que se proyecta hasta el cercano Castillo de Montalbán.
[...]
La trama del Grial tiene su punto de inflexión en Toledo, a través de Flegetanis, no por casualidad «del linaje de Salomón». Solo en Toledo podrían hallarse los hombres puros, es decir, los del «saco de Benjamín», la más pura aristocracia judía, los atávicos custodios de los objetos sacrosantos del pueblo judío. El Castillo de Montalbán (¿Montsalvat?) encuentra su protagonismo independientemente de si en sus entrañas, comunicadas con la iglesia de Santa María de Melque, exista una piedra llamada Grial o Mesa de Salomón.
Santa María de Melque y el tesoro de Salomón. José Ignacio Carmona Sánchez, 2011.